# Katniss Everdeen
Katniss Everdeen és el personatge principal de la Trilogia dels Jocs de la Fam de Suzanne Collins. El seu nom prové d'una planta comestible anomenada Katniss. Jennifer Lawrence ha estat l'actriu encarregada d'interpretar el rol de Katniss a la pel·lícula dels Jocs de la fam, dirigida per Gary Ross.
En el transcurs del primer llibre, Els Jocs de la Fam, Katniss s'ofereix com a tribut voluntari, en sortir el nom de la seva germana petita, Primrose Everdeen, en la Sega anual dels tributs destinats a participar en els setanta-quatre Jocs de la Fam. El tribut masculí del Districte 12, escollit en el sorteig, és Peeta Mellark, forner de la Costura i company de classe de Katniss.
Durant els Jocs, la protagonista utilitza els seus coneixements de caça i la seva destresa amb l'arc i les fletxes per sobreviure, i finalment, els dos tributs del Districte 12es converteixen en els guanyadors dels 74 Jocs de la Fam, després de desafiar el Capitoli, que pretenia que un dels dos morís a mans de l'altre.
En les següents novel·les, "En flames" i "L'ocell de la revolta", Katniss esdevé el símbol de la rebel·lió dels dotze Districtes contra l'opressió del govern del Capitoli i del President Coriolà Snow. Finalment, és un factor determinant a l'hora de decantar la balança de poder, ja que en última instància assassina l'aspirant a la presidència Alma Coin, dirigent del Districte 13 i cap de la rebel·lió que defensava mesures repressives pels habitants del Capitoli.

## Orígens
La idea original de la trilogia està basada, en part, en el mite de Teseu i el Minotaure, segons aquest cada nou anys set nens i nenes d'Atenes eren enviats contra la seva voluntat al Minotaure per ser devorats. Aquest cicle s'atura quan Teseu mata el Minotaure. Collins, que va escoltar la història quan tenia vuit anys, va quedar marcada per la seva crueltat i inhumanitat. Citant paraules de Collins “a la seva manera Katniss és un Teseu futurista”. Les novel·les de Collins també estan impregnades de la sensació de por que l'autora va experimentar quan el seu pare estava lluitant a la guerra de Vietnam.
A les novel·les, Katniss té experiència i coneixements en el medi salvatge, i domina tècniques de caça i supervivència. Collins va adquirir part d'aquests coneixements del seu pare, que va créixer durant la Gran Depressió, i es va veure abocat a caçar per combatre l'escassetat d'aliments. Així mateix, Collins també va veure com el seu pare portava menjar del bosc durant la seva infància. A més a més, l'autora va complementar aquests coneixements mitjançant una profunda investigació en diverses guies de supervivència.
Abans de participar en els Jocs de la Fam, Katniss i els altres tributs són obligats a competir per captivar els cors dels patrocinadors, que poden donar diners molt útils per comprar subministraments vitals un cop dins l'estadi dels jocs. Als llibres, l'audiència té tanta importància com els personatges principals. Aquesta idea es basa, segons Collins, en que tant a la televisió com en els antics jocs Romans, l'audiència podia, “respondre amb un gran entusiasme o bé tenir un paper decisiu en l'eliminació dels participants”.

### Nom
El nom de Katniss prové d'una tubercle que habita dins l'aigua i que també es coneix amb el nom de Sagittaria.
L'arrel d'aquesta planta es pot menjar, com Katniss fa al llibre. El seu pare va dir una vegada: "Sempre que et trobis a tu mateixa, no moriràs de fam”. El nom de la planta també es relaciona amb el d'un signe del zodíac anomenat Sagitari, o L'Arquer, que també fa referència a les habilitats de Katniss amb l'arc i les fletxes.

## Katniss als llibres

### Els Jocs de la Fam (The Hunger Games)
La germana de Katniss, Primrose, és seleccionada com a tribut femení pels jocs. Conscient que la seva germana no té les seves habilitats de supervivència, Katniss s'ofereix voluntària per ocupar la seva plaça als jocs. El tribut masculí del Districte 12 és Peeta Mellark, de la mateixa edat que Katniss. Katniss se sent incòmoda davant al presència de Peeta degut al sentiment de deute, unit al fet que perquè ella visqui, ell hauria de morir.
Els dos tributs seleccionats són traslladats al Capitoli, on són entrenats per  Haymitch Abernathy, l'únic guanyador viu del Districte 12, i una alcohòlic reconegut.  Effie Trinket, enllaç del Districte amb el Capitoli, també els acompanya durant el viatge i el període d'entrenament. L'estratègia desenvolupada per l'equip del Districte 12 fa als dos protagonistes com un equip unit, fet inusual als Jocs, ja que només pot sobreviure tan sols un dels tributs.
L'actuació privada de Katniss devant dels Organitzadors del Jocs se centra en el domini de l'arc i els fletxes. L'objectiu és aconseguir una puntuació elevada per així aocnseguir patrocinadors. Tot-i-així, durant l'exhibició la protagonista perd els nervis perquè els Organitzadors l'ignoren, i llença una fletxa en la seva direcció, que enfila la poma del porc que estan a punt de menjar-se. Tot seguit fuig de la sala i es tanca a la seva habitació tot esperant una represàlia que no arriba mai. En canvi, és premiada amb la puntuació més alta de tots els tributs, un 11 sobre 12.
Durant les entrevistes televisades abans dels Jocs, Peeta fa públic el seu amor per Katniss. No obstant Katniss no creu en les seves paraules. Ella pensa que és una estratègia que té com a objectiu captar l'interès i la simpatia dels possibles patrocinadors, que poden fer aportacións materials als tributs un cop dins l'estadi.
Katniss demostra ser una jugadora molt hàbil i capaç d'interpretar els missatges ocults que el seu mentor, Haymitch, li envia a través dels regals dels patrocinadors. Després de sobreviure l'atac dels Tributs Professionals gràcies a l'ajuda de Rue (Tribut del Districte 11), aquestes s'alien, plantegen i executen un pla per destruir tots els subministraments dels Professionals. El pla surt perfecte, deixant sense menjar ni armes els seus rivals, això no obstant, Rue cau en una trampa i és assassinada, abans que Katniss pugui socórrer-la.
Cap a mitjans dels Jocs una nova norma és introduïda: Si els dos últims supervivents pertanyen al mateix districte, tots dos seran declarats vencedors. Katnisss busca a Peeta i el troba greument ferit. A partir d'aleshores, ambdós treballen junts per esdevenir els darrers tributs vius, al mateix temps que interpreten una apassionada història d'amor davant les càmeres.
Un cop eliminat Cato, els Organitzadors dels Jocs anul·len la norma dels 2 vencedors, intentant forçar que Katniss i Peeta s'enfrontin a mort. Sent conscient que els Jocs han de tenir un guanyador, Katniss i Peeta prenen unes baies verinoses, però abans d'empassar-se-les les Organitzadors es retracten i permeten viure els dos tributs. Katniss s'ha sortit amb la seva, però ha humiliat al Capitoli i els seves regles. Per aquesta raó es converteix en un objectiu polític i en la inspiració d'una nova rebel·lió als Districtes de Panem
Un cop acaben els Jocs, Peeta descobreix que Katniss ha estat fingint el seu amor. Això trenca el cor del forner. En realitat Katniss no està segura dels seus sentiments envers Peeta i el seu amic Gale. Peeta és un noi afectuós, obert i virtuós que ella no creu que es mereix, per aquest motiu triga a reconèixer els seus sentiments envers ell. Així mateix, Peeta prové d'una família benestant i mai s'ha hagut d'enfrontar a la mort per inanició, fet que crea un gran abisme entre els dos. Gale té una història similar a la de Katniss, ja que ambdós van perdre els seus progenitors en una explosió minera i han hagut de fer-se càrrec de les seves famílies des de molt joves. A més a més, Gale és el seu company de cacera, és fort, independent i està disposat a fer qualsevol sacrifici per protegir els seus. Katniss és conscient que Gale l'estima, però ella sempre l'ha vist com un amic. Aquests fets fan que la protagonista està confusa en relació als seus sentiments, no sap si estima a un, als dos o a cap ni un.

### Els Jocs de la Fam II: En Flames
Katniss i Peeta fan amb tot l'equip el Tour de la Victòria. El Tour de la Victòria consisteix una visita a cada un dels Districtes participants en els Jocs de la Fam. Katniss s'adona de les revoltes que comencen a sorgir als Districtes. A més a més, el President Snow, amenaça a la protagonista perquè convenci a la població de Panem que el seu intent de suïcidi va ser un acte d'amor i no de rebel·lió envers el Capitoli. Snow amenaça a Katniss amb assassinar Gale i tothom a qui ella estima, si aquesta no convenç a la nació del seu amor per Peeta.
Katniss es compromet a seguir l'agenda marcada pel Capitoli i així salvar la vida de la seva família i del seu amic. Peeta fa el mateix quan s'adona del que està en joc i, fins i tot demana matrimoni a Katniss. Katniss accepta la seva proposició, però això no és suficient per al president Snow. Katniss s'adona que ella no pot controlar la rebel·lió que ha començat als Districtes i, per tant, mai podrà satisfer les expectatives de Snow.
Katniss segueix confosa per la naturalesa dels sentiments que la lliguen a Peeta i Gale. Així mateix, la confusió es fa més complexa per la por que té del futur i la seva convicció de no formar una família i tenir fills que poden ser enviats als Jocs.
Quan s'anuncia el Quarter Quell, uns Jocs especials que se celebren cada 15 anys, s'informa a la població de Panem que els tributs que participaran seran escollits entre els tributs vencedors de les altres edicions dels Jocs. El Districte 12 només té 3 vencedors vius: Katniss, Peeta i Haymitch. El tribut femení del Quarter Quell serà Katniss. Haymitch és seleccionat com a tribut masculí, però Peeta es presenta voluntari. Katniss i Peeta tornen a jugar els jocs, aquest cop treballen junts des del principi i formant aliances amb tributs d'altres districtes: Finnick Odair, Mags i Johanna Mason.
Katniss és rescatada de l'estadi dels jocs per un aerolliscador del Districte 13. Un cop es desperta, descobreix que una part dels tributs havien coordinat un pla d'evasió per treure a Katniss i Peeta de l'estadi. Peeta és capturat pel Capitoli i el Districte 12 ha sigut destruït i gairebé tota la població aniquilada. Gale i la familia de Katniss s'han salvat.

### Els Jocs de la Fam III: L'ocell de la Revolta
Katniss visita la ciutat subterrània del Districte 13, i coneix el seu poble i la seva líder, la Presidenta Alma Coin. Katniss, accepta ser la líder simbòlica de la rebel·lió contra el Capitoli: la “L'ocell de la Revolta". També descobreix que Cinna ha sigut assassinat, en canvi Octavia, Venia i Flavius, el seu equip d'estilistes ha estat capturat i es troba al Districte 13. Un cop Katniss accepta fer propaganda pels rebels, els tres estilistes la preparen perquè es presenti de la millor manera davant les càmeres.
Katniss esdevé emocionalment inestable degut als horrors que ha viscut – la massacre dels Jocs de la Fam i del Quarter Quell, la destrucció del Districte 12, la mort del 90% dels seus habitants, l'assassinat d'amics i la tortura i violència envers Peeta. Finalment, un equip de rescat allibera a Peeta i el porta al Districte 13, però els seus records han estat distorsionats seguint una tècnica de tortura anomenada “hijacking” que utilitza el verí de “tracker jacker” per manipular els records. Peeta creu que Katniss és un mutant creat pel Capitol i intenta assassinar-la. Aquest fet, fa que Katniss estigui fortament decidida a matar el President Snow.
El triangle d'amor entre Katniss, Gale i Peeta es desenvolupa lentament durant el transcurs del la novel·la, obligant a la protagonista a prendre la decisió de amb quin dels dos vol romandre. La decisió es complica perquè ara Gale és qui està al seu costat mentre que Peeta està sent torturat al Capitoli.
Katniss i un grup de franctiradors que inclou, entre d'altres, en Gale, en Peeta i en Finnick Odair (tribut del Districte 4 que va participar en el “Quarter Quell”), s'introdueixen dins el Capitoli per assassinar el President Snow. Part de l'expedició mor a causa de les trampes i mutants que el Capitoli ha col·locat per tota la ciutat.
Quan ja estan a prop d'arribar a la mansió presidencial, un aerolliscador del Capitoli llença una sèrie de bombes que cauen sobre els nens del Capitoli refugiats a les portes de la mansió presidencial. L'equip mèdic dels Rebels, entre els quals es troba Prim, córrer a atendre els nens ferits, però llavors les bombes són detonades un segon cop i exploten. Katniss, que ha patit cremades al cos durant la primera onada d'explosions, veu com la seva germana petita mor. Traumatitzada per la mort de Prim, perd temporalment la capacitat de parlar.
Mentrestant, el President Snow és arrestat, jutjat, trobat culpable de crims contra al població de Panem i condemnat a mort. Katniss és la persona assignada per dur a terme l'execució. Abans de tenir lloc aquesta, Snow explica a Katniss que les bombes que van matar a la seva germana no provenien del seu arsenal sinó del rebel, i que l'objectiu d'aquest atac era que Alma Coin es guanyés la simpatia del poble del Capitoli. En un principi ella no creu les seves paraules, però finalment s'adona que el sistema d'explosió de les bombes era el mateix que el que havien dissenyat Gale i Beete al Districte 13.
Coin proposa la celebració d'uns darrers Jocs de la Fam, aquest cop escollint els tributs entre els nens i nenes dels habitants del Capitoli. La líder del Districte 13 busca l'aprovació dels tributs supervivents abans de fer pública la celebració d'aquests darrers Jocs de la Fam. Katniss vota a favor de la celebració d'aquests com a venjança per la mort de Prim.
Just abans de l'execució del President Snow, Katniss s'adona que aquest no l'ha mentit sobre el tema de les bombes, llavors de forma impulsiva mata a Alma Coin. Katniss és detinguda i confinada a la seva habitació de tribut del Districte 12. Finalment, després del judici, és alliberada basant-se en la seva inestabilitat mental i és obligada a tornar a la seva casa de la Vila dels Guanyadors al Districte 12.
Immersa en una gran depressió, Katniss es nega a sortir de casa seva fins que Peeta, bastant recuperat de la seva rentada de cervell, torna al Districte 12 i planta “primroses” en el jardí, en memòria de la germana de Katniss.
Katniss ;comença a recuperar la seva salut mental, i juntament amb Peeta crea un llibre on recullen informació sobre els tributs, els seus amics i els familiars morts. Més endavant Haymitch s'uneix en aquest projecte.
La mare de Katniss decideix no tornar al Districte 12, ja que relaciona la regió amb els dolorosos records del seu marit i la seva filla petita. S'instal·la al Districte 4 on treballa com a personal mèdic.
Gale aconsegueix una feina al Districte 2, fet que tranquil·litza a Katniss que ja no vol tenir cap relació amb Gale perquè sempre el relacionarà amb el disseny de les bombes que van matar a Prim. També s'adona que Gale i ella comparteixen el mateix desig de venjança, el mateix foc i la mateixa ràbia i, per tant, no és la persona que pot portar-li la pau.
Amb el pas del temps, la relació amb Peeta torna a brotar, i ella s'adona que el que realment necessita és la calma de Peeta i el sentiment d'esperança que tornarà a ser feliç, encara que hagi perdut molt pel camí. Finalment, quan Peeta li pregunta “M'estimes. Real o no real?”, ella respon: “Real”.
L'epíleg de la novel·la se situa 20 anys més tard. Katniss està casada amb Peeta. Peeta va haver d'insistir durant 15 anys per tenir descendència i ara tenen un nen i una nena. Katniss encara té malsons relacionats amb els Jocs de la Fam i pensa a explicar als seus fills la seva participació en aquests. Els Jocs són del passat i només són una cosa més que s'ensenya a l'escola. La seva filla gran està al corrent d'alguns detalls sobre la implicació dels seus pares als Jocs. Katniss decideix que li explicarà al nen algun dia, encara que no sap com fer-ho.

## Característiques del personatge

### Antecedents
Katniss i la seva família viuen en la nació futurista i post-apocalíptica anomenada Panem. Aquesta es troba on abans estava l'antiga Amèrica del Nord, que ha estat destruïda per una guerra global. Panem està dirigida pel Capitoli, una ciutat situada a les Muntanyes Rocoses i envoltada per 12 districtes, cadascun amb un recurs natural o material necessari per al funcionament i la supervivència del Capitoli. El Districte 12, on resideix Katniss, és el districte miner i està especialitzat en l'extracció del carbó. El Districte 12 és el més pobre de tots els Districtes, i el barri de Katniss, la Costura, és la zona més pobre de tota la ciutat.
El pare de Katniss va morir quan ella tenia 11 anys en una explosió minera. La mort del seu marit va conduir a la mare de Katniss a una profunda depressió que la va incapacitar per atendre les seves filles. A punt de morir d'inanició, Katniss s'apropa a la part més rica de la ciutat amb l'esperança de trobar restes de menjar als cubells de la brossa dels comerciants. El fill del forner, Peeta, a qui ella no coneix, crema intencionadament el pa que està cuinant, la seva mare l'envia tirar-lo als porcs però ell se'l llença a Katniss. Katniss agafa el pa i el porta a casa, on l'esperen la seva mare i germana, que no han menjat des de fa dies. El pa els dona esperança, les manté motivades, i crea un sentiment de deute envers Peeta.
Uns dies després de l'incident amb el pa, Katniss pren la decisió d'anar al bosc per caçar il·legalment i recol·lectar plantes per menjar. Això era el que el seu pare feia per portar gran part del menjar que arribava a la seva llar. Al bosc troba Gale Hawthorne. Els dos treballen junts per portar menjar suficient per ambdues famílies, al mateix temps creix entre ells uns lligams d'amistat molt forts.
La mare de Katniss es recupera de la seva depressió i torna a exercir la seva professió: apotecària, i Katniss fa un esforç per perdonar-la. Tot i la millora de la relació amb la seva mare i la forta amistat que l'uneix a Gale, Katniss es manté ferma en el fet que Prim, la seva germana petita, és l'única persona que està segura d'estimar.

### Característiques físiques
Katniss té 16 anys en Els Jocs de la Fam i 17 a “En Flames” i a “L'ocell de la Revolta”. És descrita com una noia amb el cabell llarg, llis i negre recollit en una trena, els ulls grisos i la pell de color oliva. Aquest trets són comuns a la Costura, que és on viuen els miners del Districte 12. Ella no és gaire alta i prima per la seva edat, essent d'aquesta manera un dels tributs més prims dels jocs. Tot i així, la seva vida com a caçadora li aporta una fortalesa física important per algú de la seva grandària.
Katniss no es preocupa gaire per la seva imatge, fet que crea una gran consternació a Venia, un dels seus estilistes.
Durant el primer llibre, una explosió afecta totalment l'audició d'una de les seves oïdes, però aquesta i totes les seves cicatrius són reparades al Capitoli un cop finalitzat els Jocs.
Abans d'entrar a l'estadi dels Jocs per primera vegada, Katniss tenia diverses cicatrius i la seva aparença era més imperfecte. Ara bé, un cop finalitzats els Jocs, totes aquestes marques són reparades pels doctors del Capitoli.
El més notable sobre la seva aparença i el seu comportament, és la imatge que projecta inconscientment, com assenyala Peeta.

### Personalitat
Collins descriu Katniss com una supervivent individualista, letal però també reflexiva. Les dificultats que ha passat en la seva vida (la mort del seu pare, la depressió de la seva mare i la carència d'aliments que gairebé els porta a la inanició) han fet d'ella una supervivent, capaç d'afrontar tota mena de dificultats treballant intensament per preservar la seva vida i la de la seva família. Ha demostrar en diverses ocasions la seva voluntat de protegir les persones que estima, sense importar el cost que tingui en la seva persona. Això es demostra clarament quan es presenta voluntària pels jocs substituint la seva germana, quan s'interposa entre el fuet i en Gale i quan decideix que es sacrificarà per salvar a Peeta durant els Jocs del Quarter Quell.
Abans de la seva participació en els Jocs la seva vida se centrava a mantenir la seva família viva, per aquesta raó no té unes habilitats socials desenvolupades i, sovint, no reconeix les emocions d'altres persones com quan és incapaç de percebre el creixent efecte de Gale per ella. Katniss és totalment inexperta en temes amorosos extra familiars, i de fet no vol tenir una relació amb un noi. Ella no és capaç d'entendre que Peeta estigui enamorat d'ella i no ho accepta fins al darrer llibre, i tampoc confia en ningú. Katniss planeja no casar-se mai i no vol engendrar fills que hauran de participar any rere any a la Sega dels Jocs de la Fam.
A "En Flames", Katniss s'esforça per comprendre l'estructura política Panem, tot i que no té gaire educació i experiència en temes polítics. A poc a poc, Katniss s'adona que hi ha temes més importants que la supervivència i llavors decideix que és capaç de morir per Peeta i per la rebel·lió.

### Habilitats
Katniss és una molt bona caçadora, domina el tir amb arc i és capaç de construir paranys. Aquestes habilitats les va aprendre del seu pare i les va anar perfeccionant gràcies a l'ajuda de Gale i als anys que ha practicat la caça furtiva als boscos del Districte 12.
La seva habilitat amb l'arc és premiada pels jutges amb una puntuació individual d'11 sobre 12 abans d'iniciar els Jocs.
Katniss també ha rebut una bona formació en les plantes comestibles, medicinals i verinoses del districte on resideix.
A més a més, té una veu tan bonica que els ocells es queden en silenci quan canta. Aquesta habilitat la va heretar del seu pare, tot i així ha sigut incapaç de cantar durant molts anys després de la mort del seu progenitor.
Katniss és capaç de pujar als arbres, fet que li ha beneficiat en la seva vida com a caçadora i en els Jocs.
El seu pensament és lògic. Ara bé, aquest ho deixa de ser en el moment en què les emocions s'interposen en el seu camí. Peeta esmenta en una ocasió que ella té un efecte sobre les persones que l'envolten degut a la imatge que projecta.

## Recepció crítica
El personatge de Katniss ha rebut crítiques diverses crítiques positives.
En una crítica d'Els Jocs de la Fam, Stephen King va dir que era un "noia guay" amb un "nom mal escollit", després va afegir que una vegada que vaig superar el tema del nom ... el personatge li va agradar moltíssim.
Francisca Goldsmith va dir que Tot i que Katniss pot ser molt bona amb l'arc i les fletxes i una experta en l'anàlisi dels moviments dels seus oponents, té molt per aprendre sobre sentiments, especialment els seus.
Publishers Weekly va alabar l'habilitat de Collins en crear el personatge de Katniss, un nou Tesseu, freda i calculadora però alhora agradable.
The Cleveland Plain Dealer va afirmar, en una crítica de "En Flames", que l'actitud reflexiva de Katniss sembla xocar amb el concepte d'assassí. Després van afegir que la seva lleialtat i bondat eren elogiables.
John Green, de The New York Times, descriu Katniss com una heroïna memorable, complexa i fascinant.
Katie Roiphe, de The New York Times, afirmava que la Katniss de L'ocell de la Revolta era un gran personatge, sense que fos precisament agradable. Katniss és malcarada, irritant, exigent i difícil. A més a més, va comentar que precisament aquestes característiques les que fan que moltes heroïnes de la literatura recent siguin agradables.
Entertainment Weekly va comprar Katniss amb Bella Swan (saga de Crepuscle), Va dir que a diferència de la passiva i angoixosa Bella, Katniss és una noia forta que demostra compassió i valor a parts iguals.
Laura Miller, de Salon, troba a Katniss massa virtuosa i sense motivació, comparant-la negativament amb Bella. Segons Laura Miller Katniss és a vegades més passiva que Bella, ja que se li permet tenir tota mena de coses sempre que demostri la seva virtut, no desitjant-los a primer cop d'ull. Per tant, la redactora afirma que malgrat els seus defectes irritants, Bella té el valor d'afrontar el seu desig.

## Adaptació cinematogràfica
L'actiu Lyndsy Fonseca i Kaya Scodelario van expressar el seu interès en la pel·lícula i van rebre part del guió a l'octubre de 2010. Mentrestant, Hailee Steinfeld, actriu nominada a l'Oscar, es va reunir amb el director Gary Ross. Chloe Moretz, Malese Jow i Jodelle Ferland també van expressar públicament el seu interès en el paper de Katniss.
Lionsgate va confirmar el març de 2011 que unes 30 actrius es van reunir amb l'equip o van llegir el paper. Entre aquestes estaven: Jennifer Lawrence, Abigail Breslin, Emma Roberts, Saoirse Ronan, Emily Browning, i Shailene Woodley, així com Steinfeld, Moretz, Fonseca, i Scodelario.
El 16 de març de 2011, es va anunciar que Jennifer Lawrence (Winter's Bone) interpretaria a Katniss Everdeen. Lawrence té 20 anys, una mica més gran que el personatge. No obstant això, Suzanne Collins, va dir que l'actriu que interpreta Katniss ha de tenir una certa maduresa i poder, i que preferia actrius més grans que joves. Collins va afirmar que Lawrence era l'única persona que havia capturat l'essència del personatge del llibre i que tenia totes les qualitats essencials necessàries per interpretar a Katniss.